# Ивко Панговски
Ивко Панговски (на македонска литературна норма: Ивко Панговски) е новинар, един от пионерите на спортната журналистика в Народна Република Македония.

## Биография
Роден е в 1931 година в западномакедонската мияшка паланка Галичник, тогава в Кралство Югославия. От 1948 година започва работа в Радио Скопие и е един от основателите на спортната журналистика в Народна Република Македония. Носител е на много професионални награди и признания. В 1989 година се пенсионира и се занимава с публицистика.
Умира на 29 март 2019 година в Скопие.